# Heterocordylus tibialis
Heterocordylus tibialis is een wants uit de familie van de blindwantsen (Miridae). De soort werd het eerst wetenschappelijk beschreven door Carl Wilhelm Hahn in 1833.

## Uiterlijk
De matzwarte wants kan 4,5 tot 5 mm lang worden en heeft een lichaam dat bedekt is met witte haartjes. Het mannetje is wat langwerpiger ovaal gevormd dan het vrouwtje. De soort heeft altijd volledige vleugels (macropteer) en het doorzichtige deel van de voorvleugels is donkergrijs. De pootjes zijn zwart met voor het grootste deel bruine schenen. De Nederlandse soorten uit het genus Heterocordylus lijken veel op elkaar. Ze hebben allemaal zwarte antennes maar Heterocordylus tibialis is de enige soort waarbij het tweede antennesegment niet verdikt of cilindrisch is en waarbij de schenen van de pootjes bruin zijn.

## Leefwijze
De soort kan gevonden worden van april tot augustus op brem. Er is één generatie per jaar en de overwintering vindt plaats als eitje.

## Leefgebied
Het verspreidingsgebied van de soort is Palearctisch tot in Noord-Afrika. In Nederland komt de wants voor op brem in biotopen met droge kalkarme grond.